# NGC 5402
NGC 5402 ist eine spiralförmige Radiogalaxie vom Hubble-Typ SBc? im Sternbild Großer Bär am Nordsternhimmel. Sie ist schätzungsweise 141 Millionen Lichtjahre von der Milchstraße entfernt und hat einen Durchmesser von etwa 65.000 Lichtjahren. Vom Sonnensystem aus entfernt sich das Objekt mit einer errechneten Radialgeschwindigkeit von näherungsweise 3.000 Kilometern pro Sekunde.
Im selben Himmelsareal befinden sich unter anderem die Galaxien NGC 5376, NGC 5389, PGC 49868, PGC 2597103.
Das Objekt wurde am 24. April 1789 von Wilhelm Herschel mit einem 18,7-Zoll-Spiegelteleskop entdeckt, der sie dabei mit „cF, vS, R“ beschrieb.